# Diplostix geae
Diplostix geae är en skalbaggsart som beskrevs av Vienna 2007. Diplostix geae ingår i släktet Diplostix och familjen stumpbaggar. Inga underarter finns listade i Catalogue of Life.